# HKT48のももち浜女学院
『HKT48のももち浜女学院』（エイチケーティーフォーティエイトのももちはまじょがくいん）は、2012年4月7日より2023年3月21日までRKBラジオで放送されていたバラエティ番組である。

## 番組概要
福岡市を拠点に活動するアイドルグループ・HKT48の冠番組である。番組名にある「ももち浜」とはRKB毎日放送本社所在地の「百道浜」のこと。番組リスナーは「ももナー」と呼ばれている。
2016年7月30日放送分をもってメインパーソナリティの穴井千尋が番組を卒業したため、8月6日から10月1日までは兒玉遥とHKT48メンバー1人が週替わりで出演していたが、10月8日放送分より渕上舞がメインパーソナリティとして出演開始。2020年7月14日放送分より地頭江音々と松岡はながレギュラーメンバーとして出演開始。地頭江と松岡は2週ごとに交代で出演していた。
番組終了後、翌週の3月28日から後継番組として『HKT48のももち浜ラジオ局』がスタートすることが発表された。

## 放送時間
毎週火曜日 23:30 - 24:00

## 出演者

### メインパーソナリティ
- 渕上舞（HKT48 チームKIV → H）[注 3]
- 田中健二 - 「担任」として出演[注 4][注 5]
- 阿部哲陽（レモンティー）
「副担任」として不定期出演。上記の田中不在時は代わりに進行を担当[注 6]。

### 準レギュラーメンバー
- 地頭江音々（HKT48 チームKIV）[注 7]
- 松岡はな（HKT48 チームTII → KIV）[注 7]

#### 過去のパーソナリティ
- 穴井千尋（HKT48 チームH）[注 8]
- 兒玉遥（HKT48 チームH）[注 9][1]

### 代理出演
- 西田たかのり、村上幸子 - 2012年10月6日放送の公開収録でケン坊田中の代役MCを務めた。
- 若田部遥（HKT48 チームH） - 2014年2月1日・8日（兒玉の代理）
- 村重杏奈（HKT48 チームH → KIV） - 2014年2月1日・8日、2017年3月11日・4月1日・8日、2018年1月13日・20日、2019年1月26日・2月2日（兒玉の代理）
- 本村碧唯（HKT48 チームKIV） - 2014年3月8日・5月31日・6月7日、2015年5月2日、2017年4月1日・8日、2019年5月14日・21日・28日（兒玉の代理）、2014年8月9日・16日（穴井の代理）、2022年8月9日・16日、2023年1月24日（渕上・地頭江の代理）
- 山本茉央（HKT48 チームH） - 2014年8月9日・16日・10月18日・25日（穴井の代理）
- 田中美久（HKT48 チームH） - 2014年10月4日・11日、2018年10月20日・28日（兒玉の代理）
- 矢吹奈子（HKT48 チームH） - 2014年10月4日・11日、2017年2月18日・25日（兒玉の代理）
- 朝長美桜（HKT48 チームKIV） - 2014年10月18日・25日（穴井の代理）、2016年11月19日・12月10日、2019年1月12日・19日（兒玉の代理）
- 岩花詩乃（HKT48 チームKIV） - 2015年4月11日・18日・25日（兒玉の代理）
- 神志那結衣（HKT48 チームH） - 2015年5月2日・9日・23日[注 10]、2016年2月20日・27日、2018年8月25日・9月1日（兒玉の代理）
- 駒田京伽（HKT48 チームH） - 2016年1月9日・16日・23日[注 11]（兒玉の代理）
- 岡本尚子（HKT48 チームH） - 2016年11月26日・12月3日（兒玉の代理）
- 今村麻莉愛（HKT48 チームTII） - 2017年1月14日・21日、2018年4月21日・28日（兒玉の代理）
- 下野由貴（HKT48 チームKIV） - 2017年1月28日・2月4日・11日、2018年5月26日・6月2日・9日、2019年4月2日・9日・16日（兒玉の代理）
- 植木南央（HKT48 チームKIV） - 2017年3月4日・4月15日・22日、2018年6月30日・7月7日（兒玉の代理）
- 豊永阿紀（HKT48 研究生 → チームH） - 2017年3月18日、2018年11月17日・24日（兒玉の代理）
- 松本日向（HKT48 研究生 → チームTII） - 2017年3月25日、2019年2月9日・16日（兒玉の代理）
- 深川舞子（HKT48 チームKIV） - 2018年1月27日・2月3日（兒玉の代理）
- 松岡はな（HKT48 チームTII） - 2018年2月10日・17日・4月21日・28日（兒玉の代理）
- 小田彩加（HKT48 チームTII） - 2018年2月24日・3月3日、2019年3月23日・30日（兒玉の代理）
- 坂口理子（HKT48 チームH） - 2018年3月10日・17日（兒玉の代理）
- 秋吉優花（HKT48 チームH） - 2018年3月24日・31日（兒玉の代理）
- 宮﨑想乃（HKT48 チームTII） - 2018年4月7日・14日、2019年4月23日・30日・5月7日（兒玉の代理）
- 村川緋杏（HKT48 チームTII） - 2018年4月7日・14日（兒玉の代理）
- 運上弘菜（HKT48 チームKIV） - 2018年5月5日（兒玉の代理）
- 清水梨央（HKT48 チームTII） - 2018年5月12日・19日（兒玉の代理）
- 坂本愛玲菜（HKT48 チームTII） - 2018年6月16日・23日、2019年3月9日・3月16日（兒玉の代理）
- 田島芽瑠（HKT48 チームH） - 2018年7月14日・21日、2019年2月23日・3月2日（兒玉の代理）
- 栗原紗英（HKT48 チームTII） - 2018年7月28日・8月4日、2019年6月4日（兒玉の代理）
- 地頭江音々（HKT48 チームKIV） - 2018年8月11日・18日（兒玉の代理）
- 荒巻美咲（HKT48 チームTII） - 2018年9月8日・15日（兒玉の代理）
- 冨吉明日香（HKT48 チームKIV） - 2018年9月22日・29日（兒玉の代理）
- 山下エミリー（HKT48 チームTII） - 2018年10月6日・13日・12月29日、2019年1月5日・6月4日（兒玉の代理）
- 武田智加（HKT48 チームTII） - 2018年11月4日・10日（兒玉の代理）
- 松岡菜摘（HKT48 チームH） - 2018年12月1日・8日（兒玉の代理）
- 松田祐実（HKT48 チームTII） - 2018年12月15日・22日（兒玉の代理）
- 井澤美優（HKT48 研究生） - 2023年1月31日・2月14日（渕上・地頭江の代理）
- 最上奈那華（HKT48 研究生） - 2023年1月31日・2月14日（渕上・地頭江の代理）

### HKT48 +メンバー
- 2012年度の放送では、3人目のHKT48メンバーが「+メンバー」として毎週1名出演。また、2016年8月6日から10月1日まで週替わりでHKT48メンバーが「+メンバー」として毎週1人出演。兒玉休養→卒業後はレギュラーメンバーが決まるまで週替わりゲストとしてメンバーを呼ぶ形式を取っていた。

### ゲスト
所属は番組出演時のもの。
- 梅田彩佳・大家志津香（AKB48 チームB） - 2013年2月23日（クイズゲスト）
- 河西智美（元AKB48） - 2013年5月25日
- 倉持明日香（AKB48 チームK） - 2013年6月15日
- 田島芽瑠・朝長美桜（HKT48 研究生） - 2013年9月7日（『メロンジュース』宣伝隊）
- 柏木由紀（AKB48 チームB） - 2013年10月19日、2016年12月10日、2019年2月16日（メッセージゲスト）
- 村重杏奈（HKT48 チームH → KIV） - 2013年9月21日、2014年9月20日、2015年9月19日、10月10日（すべて電話ゲスト）
- 田中美久・矢吹奈子（HKT48 チームH） - 2014年11月15日・22日（「うまかっちゃん」の宣伝）
- 高山一実・中元日芽香・橋本奈々未（乃木坂46） - 2015年1月17日・31日
- 本村碧唯（HKT48 チームKIV） - 2015年1月24日（メッセージゲスト）、2017年9月24日（メッセージゲスト）[注 16]、2023年3月21日（電話ゲスト）
- 中川どっぺる（メガモッツ） - 2015年4月11日・25日
- 森保まどか（HKT48 チームKIV） - 2015年10月10日（電話ゲスト）、2017年9月24日（メッセージゲスト）、2020年1月21日（メッセージゲスト）
- 田中菜津美（HKT48 チームH）・冨吉明日香（HKT48 チームKIV） - 2015年10月31日、11月7日[注 17]
- 坂口理子（HKT48 チームH） - 2016年1月30日（電話ゲスト）、2018年5月5日（コメントゲスト）、2019年11月12日（メッセージゲスト）
- 寺田蘭世・西野七瀬・若月佑美（乃木坂46） - 2016年4月23日（メッセージゲスト）
- 井上由莉耶・神志那結衣（HKT48 チームH） - 2017年1月7日（メッセージゲスト）
- 山口真帆（NGT48 チームNIII）・中村歩加（NGT48 研究生） - 2017年4月22日（メッセージゲスト）
- 宮脇咲良（HKT48 チームKIV）・豊永阿紀（HKT48 研究生）- 2017年8月19日（メッセージゲスト）
- 松岡はな（HKT48 チームTII） - 2017年8月19日、2018年3月31日（メッセージゲスト）、5月5日（コメントゲスト）
- 向井地美音（AKB48 チームK）・高橋朱里（AKB48 チーム4） - 2017年8月26日（メッセージゲスト）
- 加藤美南（NGT48 チームNIII） - 2018年1月6日（メッセージゲスト）
- 西村菜那子（NGT48 研究生 → 1期生） - 2018年1月6日、2019年11月12日（メッセージゲスト）
- 北原里英（NGT48 チームNIII）・白石和彌（映画監督） - 2018年2月17日（メッセージゲスト）
- 岡田奈々（AKB48 チーム4/STU48） - 2018年3月31日（メッセージゲスト）
- 今村麻莉愛・宮﨑想乃・村川緋杏（HKT48 チームTII） - 2018年5月5日（コメントゲスト）
- 今村美月・田中皓子・土路生優里（STU48） - 2019年2月23日（メッセージゲスト）
- 横山由依（AKB48 チームA） - 2019年11月12日（メッセージゲスト）
- 清水梨央（HKT48 チームTII）・石橋颯（HKT48 研究生） - 2020年9月22日（メッセージゲスト）

## 歴代コーナー
録音くだりのコーナー
放送開始時に、番組オンエア前に行われたイベント等の感想やこれからの予定を現実感をもって語るコーナー。実際のイベント等は収録後に行なわれているので予想で話している。最後には田中が生徒役が語った「予想」を確認し、「まだでしょ?」等とたしなめて、「だってこの番組、録音よ～!」と怒鳴って銅鑼の効果音と共にオチを付ける。場合によってはこのくだりを割愛する場合もある。また、リスナーからの録音に関するPRのリクエストも紹介される。
HKT48 アイドル力アップ授業 〜今夜も頑張るけん!〜
アイドル力を高めるため、さまざまな試練にチャレンジし、アイドルとしての魅力をアップさせるコーナー。放送によってさまざまなゲームがある。また、AKB48グループの各種イベントが行われた場合、それに関する報告会も行われる。
誰だ! 誰だ! 誰だー!
HKT48メンバーの中で「○○なのは誰だ!」というお題に当てはまるメンバーを上げていくコーナーで当番組で唯一、後継番組『ももち浜ラジオ局』に引き継がれたコーナー。
名探偵ちひろん
リスナーおよびHKT48のメンバーから寄せられた悩み事を「もも女のクラス委員長」こと穴井がスバッと解決するコーナー。
ちぃちゃんのポンコツ大好き!
番組リスナーやHKT48メンバーから寄せられたさまざまなポンコツのエピソードを紹介していく。最後にポンコツ大賞も決まる。
ちぃちゃんのドキドキセクシーボイス
リスナーからリクエストされた色々なフレーズを、穴井がセクシーボイスで言うコーナー。「はるっぴの萌え声シンドローム」に代わって不定期に行われていた。
◯◯頑張って♪
HKT48 4thシングル「控えめI love you !」のサビの歌詞「部活頑張って」を変えて、リスナーからのリクエストに応じてエールを送る。
こだ柳の部屋／穴柳の部屋
黒柳徹子による長寿トーク番組のパロディコーナー。兒玉もしくは穴井が司会に扮して、相手にインタビューをする。
はるっぴの萌え声シンドローム
リスナーからリクエストされた萌え声フレーズを兒玉が可愛く言うコーナー。最後にはケン坊田中がその内容について指摘し、「踏んづけてやる!」と締める。
はるまいラジオ→ねねまいラジオ/はなまいラジオ
兒玉→地頭江、松岡はなと渕上によるガールズトークのコーナー。
自分クイズ
HKT48メンバーが自分のことについて問題を出し、パーソナリティらがその答えを当てるコーナー。
もも女アーカイ部
HKT48メンバーの番組初登場シーンを放送するコーナー。
もも女学院通信
HKT48メンバーからのお知らせコーナー。

## 放送時間・ネット局
| 放送地域 | 放送局       | 放送期間                      | 放送日時                         | 備考    |
| -------- | ------------ | ----------------------------- | -------------------------------- | ------- |
| 福岡県   | RKBラジオ    | 2012年4月7日 - 2019年3月30日  | 土曜日 23:00 - 23:30             | 制作局  |
| 福岡県   | RKBラジオ    | 2019年4月2日 - 2023年3月21日  | 火曜日 23:30 - 24:00             | 制作局  |
| 長崎県   | エフエム諫早 | 2017年10月8日 - 2023年3月26日 | 日曜日 00:00 - 00:30（土曜深夜） | 5日遅れ |

### 過去のネット局
| 放送地域 | 放送局     | 放送期間                      | 放送日時             | 備考       |
| -------- | ---------- | ----------------------------- | -------------------- | ---------- |
| 宮崎県   | 宮崎放送   | 2013年1月5日 - 2014年9月27日  | 土曜日 23:00 - 23:30 | 同時ネット |
| 山口県   | 山口放送   | 2015年4月4日 - 2016年9月24日  | 土曜日 23:00 - 23:30 | 同時ネット |
| 山口県   | 山口放送   | 2016年10月3日 - 2019年3月25日 | 月曜日 20:00 - 20:30 | 2日遅れ    |
| 鹿児島県 | 南日本放送 | 2015年4月5日 - 2020年3月29日  | 日曜日 22:30 - 23:00 | 5日遅れ    |